# Lista delle ecoregioni Global 200
Questa è una lista delle 238 ecoregioni definite dal WWF come prioritarie per la conservazione. La lista, detta per brevità Global 200, raggruppa le ecoregioni in base ad dominio di appartenenza: terrestre, di acque dolci, marino. Nell'ambito di ciascun dominio le ecoregioni sono ulteriormente raggruppate in base al bioma (o provincia marina) di competenza.

## Dominio terrestre
Foreste pluviali di latifoglie tropicali e subtropicali
- Ecozona afrotropicale

1 Foreste umide della Guinea - Benin, Costa d’Avorio, Ghana, Guinea, Liberia, Sierra Leone, Togo.
2 Foreste costiere del Congo - Angola, Camerun, Repubblica Democratica del Congo, Guinea Equatoriale, Gabon, Nigeria, Repubblica del Congo, Sao Tomé e Principe.
3 Foreste dell'altopiano del Camerun - Camerun, Guinea Equatoriale, Nigeria.
4 Foreste umide del bacino nordest del Congo - Repubblica Centrafricana, Repubblica Democratica del Congo.
5 Foreste umide del bacino centrale del Congo - Repubblica Democratica del Congo.
6 Foreste umide del bacino occidentale del Congo - Camerun, Repubblica Centrafricana, Repubblica Democratica del Congo, Gabon, Repubblica :del Congo.
7 Foreste montane dell'Albertine Rift - Burundi, Repubblica Democratica del Congo, Ruanda, Tanzania, Uganda.
8 Foreste costiere dell'Africa orientale - Kenya, Somalia, Tanzania.
9 Foreste montane dell'Arco orientale - Kenya, Tanzania.
10 Foreste e boscaglia del Madagascar - Madagascar
11 Foreste umide delle Seychelles e isole Mascarene - Mauritius, Reunion, Seychelles.
- Ecozona australasiana

12 Foreste umide di Celebes - Indonesia
13 Foreste umide delle Molucche - Indonesia
14 Foreste delle pianure del sud della Nuova Guinea - Indonesia, Papua Nuova Guinea
15 Foreste montane della Nuova Guinea - Indonesia, Papua Nuova Guinea
16 Foreste umide delle isole Solomone, Vanuatu, Bismarck - Papua Nuova Guinea, isole Solomone, isole Vanuatu
17 Foreste tropicali del Queensland - Australia
18 Foreste umide della Nuova Caledonia - Nuova Caledonia
19 Foreste delle isole Norfolk e Lord Howe - Australia
- Ecozona indomalese

20 Foreste umide dei monti Ghati sudoccidentali - India
21 Foreste umide dello Sri Lanka - Sri Lanka.
22 Foreste umide subtropicali dell’Indocina settentrionale - Cina, Laos, Birmania, Thailandia, Vietnam
23 Foreste umide della Cina sud-orientale e dell’isola di Hainan - Cina, Vietnam
24 Foreste montane di Taiwan - Taiwan
25 Foreste umide dei monti Annam - Cambogia, Laos, Vietnam
26 Foreste montane e di pianura delle isole di Sumatra - Indonesia
27 Foreste umide delle Filippine - Filippine
28 Foreste umide delle isole Palawan - Filippine
29 Foreste umide di Kayah-Karen/Tenasserim - Malesia, Birmania, Thailandia
30 Foreste montane e della pianura peninsulare della Malesia - Indonesia, Malesia, Singapore, Thailandia
31 Foreste montane e di pianura del Borneo - Brunei, Indonesia, Malesia
32 Foreste dell’arcipelago Nansei Shoto - Giappone
33 Foreste umide dell’altopiano orientale del Deccan - India
34 Foreste umide delle colline di NagaManupuri-Chin - Bangladesh, India, Birmania
35 Foreste umide dei Monti dei Cardamomi - Cambogia, Thailandia
36 Foreste montane occidentali di Giava - Indonesia
- Ecozona neotropicale

37 Foreste umide delle Grandi Antille - Cuba, Repubblica Dominicana, Haiti, Giamaica, Porto Rico
38 Foreste pacifiche della cordigliera di Talamanca e dell’istmo di Panama - Costa Rica, Panama
39 Foreste umide di Chocò-Darién - Colombia, Ecuador, Panama
40 Foreste montane delle Ande settentrionali - Colombia, Ecuador, Perù, Venezuela
41 Foreste montane delle coste del Venezuela - Venezuela
42 Foreste umide della Guiana - Brasile, Guiana Francese, Guyana, Suriname, Venezuela
43 Foreste umide del fiume Napo - Colombia, Ecuador, Perù
44 Foreste umide dei fiumi Rio Negro e Juruà - Brasile, Colombia, Perù, Venezuela
45 Foreste umide dell’altopiano della Guyana - Brasile, Colombia, Guyana, Suriname, Venezuela
46 Yungas delle Ande centrali - Argentina, Bolivia, Perù
47 Foreste umide dell'Amazzonia sudoccidentale - Bolivia, Brasile, Perù
48 Foreste atlantiche - Argentina, Brasile, Paraguay
- Ecozona oceanica

49 Foreste delle isole del Pacifico meridionale - Samoa Americane, Isole Cook, Isole Figi, Polinesia Francese, Isola di Niue, Isola di Samoa, Tonga, isole di Wallis e Futura
50 Foreste umide delle Hawaii - Hawaii
Foresta arida di latifoglie tropicale e subtropicale
- Ecozona afrotropicale

51 Foreste aride del Madagascar - Madagascar
- Ecozona australasiana

52 Foreste aride di Nusa Tenggara - Indonesia
53 Foreste aride della Nuova Caledonia - Nuova Caledonia
- Ecozona indomalese

54 Foreste aride dell’Indocina - Cambogia, Laos, Birmania, Thailandia, Vietnam
55 Foreste aride di Chhota-Nagpur - India
- Ecozona neotropicale

56 Foreste aride del Messico - Messico, Guatemala
57 Foreste aride di Tumbes e delle valli andine - Colombia, Ecuador, Perù
58 Foreste aride di Chiquitano - Bolivia, Brasile
59 Foreste aride atlantiche - Brasile
- Ecozona oceanica

60 Foreste aride delle Hawaii - Hawaii
Foreste di conifere tropicali e subtropicali
- Ecozona neartica

61 Foreste di pini e querce della Sierra Madre Orientale e Occidentale - Messico, Stati Uniti d'America
- Ecozona neotropicale

62 Foreste di pini delle Grandi Antille - Cuba, Repubblica Dominicana, Haiti
63 Foreste di pini e querce del Mesoamerica - El Salvador, Guatemala, Honduras, Messico, Nicaragua
Foreste temperate di latifoglie e miste
- Ecozona australasiana

64 Foreste temperate dell’Australia orientale - Australia
65 Foreste pluviali temperate della Tasmania - Australia
66 Foreste temperate della Nuova Zelanda - Nuova Zelanda
- Ecozona indomalese

67 Foreste di latifoglie e di conifere dell’Himalaya - Bhutan, Cina, India, Birmania, Nepal
68 Foreste temperate dell’Himalaya occidentale - Afghanistan, India, Nepal, Pakistan
- Ecozona neartica

69 Foreste dei Monti Appalachi e foreste miste mesofitiche - Stati Uniti d'America
- Ecozona paleartica

70 Foreste temperate della Cina sudoccidentale - Cina
71 Foreste temperate della Russia orientale - Russia
Foreste temperate di conifere
- Ecozona neartica

72 Foreste pluviali del Pacifico - Canada, Stati Uniti d'America
73 Foreste di conifere dei Monti KlamathSiskyou - Stati Uniti d'America
74 Foreste di conifere della Sierra Nevada - Stati Uniti d'America
75 Foreste di conifere e latifoglie sudorientali - Stati Uniti d'America
- Ecozona neotropicale

76 Foreste pluviali temperate di Valdivia e delle isole Juan Fernandez - Argentina, Cile
- Ecozona neartica

77 Foreste miste montane dell'Europa mediterranea - Albania, Algeria, Andorra, Austria, Bosnia ed Erzegovina, Bulgaria, Croazia, Repubblica Ceca, Francia, Germania, Grecia, Italia, Liechtenstein, Macedonia, Marocco, Polonia, Romania, Russia, Slovacchia, Slovenia, Spagna, Svizzera, Tunisia, Ucraina
78 Foreste temperate del Caucaso, dell'Anatolia, dell'Hyrcanian - Armenia, Azerbaigian, Bulgaria, Georgia, Iran, Russia, Turchia, Ucraina
79 Foreste montane dei Monti Altai-Saiani - Cina, Kazakistan, Mongolia, Russia
80 Foreste di conifere dei Monti Hengduan Shan - Cina, Birmania
Foreste boreali/Taiga
- Ecozona neartica

81 Foreste boreali del lago Muskwa e del lago degli Schiavi - Canada
82 Foreste boreali canadesi - Canada
- Ecozona paleartica

83 Taiga dei monti Urali - Russia
84 Taiga della Siberia orientale - Russia
85 Taiga e prateria della Kamchatka - Russia
Praterie, savane e boscaglie tropicali e subtropicali
- Ecozona afrotropicale

86 Savane di acacia del Corno d'Africa - Eritrea, Etiopia, Kenya, Somalia, Sudan
87 Savane di acacia dell'Africa orientale - Etiopia, Kenya, Sudan, Tanzania, Uganda
88 Steppe alberate del miombo centrale e orientale - Angola, Botswana, Burundi, Repubblica Democratica del Congo, Malawi, Mozambico, Namibia, Tanzania, Zambia, Zimbabwe
89 Savane sudanesi - Camerun, Repubblica Centrale Africana, Ciad, Repubblica Democratica del Congo, Eritrea, Etiopia, Kenya, Nigeria, Sudan, Uganda
- Ecozona australasiana

90 Savana dell’Australia settentrionale del Transfly - Australia, Indonesia, Papuasia Nuova Guinea
- Ecozona indomalese

91 Savane e praterie del Terai-Duar - Bangladesh, Bhutan, India, Nepal
- Ecozona neotropicale

92 Savane del Llanos - Colombia, Venezuela
93 Savane e steppe alberate del Cerrado - Bolivia, Brasile, Paraguay
Praterie, savane e macchie temperate
- Ecozona neartica

94 Praterie nordiche - Canada, Stati Uniti d'America
- Ecozona neotropicale

95 Steppe della Patagonia - Argentina, Cile
- Ecozona paleartica

96 Steppe di Daurian - Cina, Mongolia, Russia
Praterie e savane inondabili
- Ecozona afrotropicale

97 Savane e praterie palustri del Sudd-Sahel - Camerun, Ciad, Etiopia, Mali, Niger, Nigeria, Sudan, Uganda
98 Savane palustri dello Zambesi - Angola, Botswana, Repubblica Democratica del Congo, Malawi, Mozambico, Namibia, Tanzania, Zambia
- Ecozona indomalese

99 Praterie palustri del Rann of Kutch - India, Pakistan
- Ecozona neotropicale

100 Praterie palustri delle Everglades - Stati Uniti d'America
101 Savane palustri del Pantanal - Brasile, Bolivia, Paraguay
Praterie e boscaglie montane
- Ecozona afrotropicale

102 Altopiano dell’Etiopia - Eritrea, Etiopia, Sudan
103 Zone boschive montagnose del Rift meridionale - Malawi, Mozambico, Tanzania, Zambia.
104 Brughiere dell'Africa orientale - Repubblica Democratica del Congo, Kenya, Ruanda, Tanzania, Uganda
105 Steppe alberate e boscaglie dei Monti dei Draghi - Lesotho, Sudafrica, Swaziland
- Ecozona australasiana

106 Prateria subalpina della Catena Centrale - Indonesia, Papua Nuova Guinea
- Ecozona indomalese

107 Boscaglie montane di Kinabalu - Malesia
- Ecozona neotropicale

108 Paramo delle Ande settentrionali - Colombia, Ecuador, Perù, Venuezuela
109 Puna secca delle Ande centrali - Argentina, Bolivia, Cile, Perù
- Ecozona paleartica

110 Steppe dell’altopiano tibetano - Afghanistan, Cina, India, Pakistan, Tagikistan
111 Steppe e zone boschive montagnose dell’Asia centrale - Afghanistan, Cina, Kazakhstan, Kirghizistan, Tagikistan, Uzbekistan
112 Praterie alpine dell’Himalaya orientale - Bhutan, Cina, India, Birmania, Nepal
Tundra
- Ecozona neartica

113 Tundra costiera del versante nord dell’Alaska - Canada, Stati Uniti d'America
114 Tundra artica canadese - Canada
- Ecozona paleartica

115 Taiga e tundra alpina finno-scandinava - Finlandia, Norvegia, Russia, Svezia
116 Tundra costiera siberiana e della penisola di Taimyr - Russia
117 Tundra costiera di Chukote - Russia
Foreste, boschi e macchie mediterranee
- Ecozona afrotropicale

118 Fynbos - Sudafrica
- Ecozona australasiana

119 Macchia e foreste dell’Australia sudoccidentale - Australia
120 Zone boschive e Mallee dell’Australia meridionale - Australia
- Ecozona neartica

121 Zone boschive e Chaparral della California - Messico, Stati Uniti d'America
- Ecozona neotropicale

122 Matorral cileno - Cile
- Ecozona paleartica

123 Formazioni forestali mediterranee - Albania, Algeria, Bosnia ed Erzegovina, Bulgaria, Isole Canarie (Spagna), Croazia, Cipro, Egitto, Francia, Gibilterra, Grecia, Iraq, Israele, Italia, Kosovo, Giordania, Libano, Libia, Macedonia, Isole di Madeira (Portogallo), Malta, Monaco, Marocco, Montenegro, Portogallo, San Marino, Slovenia, Spagna, Siria, Tunisia, Turchia, Sahara Occidentale
Deserti e macchia xerofila
- Ecozona afrotropicale

124 Deserti di Namib, Karoo e Kaokoveld - Angola, Namibia, Sudafrica
125 Thicket spinoso del Madagascar - Madagascar
126 Deserti dell'isola di Socotra - Yemen
127 Zone boschive e boscaglie dell'altopiano della penisola araba - Oman, Arabia Saudita, Emirati Arabi Uniti, Yemen
- Ecozona australasiana

128 Macchia serica di Carnarvon - Australia
129 Grandi deserti di Sandy-Tanami - Australia
- Ecozona neartica

130 Deserti di Sonora e della Bassa California - Messico, Stati Uniti d'America
131 Deserti di Chihuahua e di Tehuacan - Messico, Stati Uniti d'America
- Ecozona neotropicale

132 Macchia delle isole Galapagos - Ecuador
133 Deserti di Atacama e Sechura - Cile, Perù
- Ecozona paleartica

134 Deserti dell'Asia centrale - Kazakistan, Turkmenistan, Uzbekistan, Kirghizistan
Mangrovie
- Ecozona afrotropicale atlantica

135 Mangrovie del golfo di Guinea - Angola, Camerun, Repubblica Democratica del Congo, Guinea Equatoriale, Gabon, Ghana, Nigeria
- Ecozona afrotropicale indiana

136 Mangrovie dell'Africa orientale - Kenya, Mozambico, Somalia, Tanzania
137 Mangrovie del Madagascar - Madagascar
- Ecozona australasiana

138 Mangrovie della Papuasia Nuova Guinea - Indonesia, Papua Nuova Guinea
- Ecozona indomalese

139 Mangrovie delle Sundarbans - India, Bangladesh
140 Mangrovie delle isole della Sonda - Indonesia, Malesia, Brunei
- Ecozona neotropicale atlantica

141 Mangrovie della Guyana e dell'Amazzonia - Brasile, Guiana Francese, Suriname, Venezuela
- Ecozona neotropicale pacifica

142 Mangrovie del golfo di Panama - Colombia, Ecuador, Panama, Perù

## Dominio delle acque dolci
Grandi fiumi
- Afrotropicale

143 Fiume Congo e foreste sommerse - Angola, Repubblica Democratica del Congo, Repubblica del Congo
- Indomalesia

144 Fiume Mekong - Cambogia, Cina, Laos, Birmania, Thailandia, Vietnam
- Neartico

145 Fiume Colorado – Messico, Stati Uniti d'America
146 Basso corso del fiume Mississippi - Stati Uniti d'America
- Neotropicale

147 Rio delle Amazzoni e foreste sommerse - Brasile, Colombia, Perù
148 Fiume Orinoco e foreste sommerse - Brasile, Colombia, Venezuela
- Paleartico

149 Fiume Yangtzekiang e laghi del bacino dello Yangtzekiang - Cina
Alto corso di grandi bacini fluviali
- Afrotropicale

150 Fiumi e ruscelli pedemontani del bacino del fiume Congo - Angola, Camerun, Repubblica Centrafricana, Repubblica Democratica del Congo, Gabon, Repubblica del Congo, Sudan
- Neartico

151 Fiumi e ruscelli pedemontani del bacino del fiume Mississippi - Stati Uniti d'America
- Neotropicale

152 Fiumi e ruscelli dell’alto corso del Rio delle Amazzoni - Bolivia, Brasile, Colombia, Ecuador, Guiana Francese, Guyana, Perù, Suriname, Venezuela
153 Fiumi e ruscelli dell’alto corso del fiume Paranà - Argentina, Brasile, Paraguay
154 Fiumi e ruscelli amazzonici dello scudo brasiliano - Bolivia, Brasile, Paraguay
Grandi delta fluviali
- Afrotropicale

155 Delta del fiume Niger - Nigeria
- Indomalesia

156 Delta del fiume Indo - India, Pakistan
- Paleartico

157 Delta del fiume Volga - Kazakistan, Russia
158 Marcite della Mesopotamia e delta dei fiumi Tigri-Eufrate - Iran, Iraq, Kuwait
159 Delta del fiume Danubio - Bulgaria, Moldavia, Romania, Ucraina, Jugoslavia
160 Delta del fiume Lena - Russia
Fiumi minori
- Afrotropicale

161 Fiumi e ruscelli della Guinea Settentrionale - Costa d’Avorio, Guinea, Liberia, Sierra Leone
162 Acque dolci del Madagascar - Madagascar
163 Fiumi e ruscelli del golfo di Guinea - Angola, Camerun, Repubblica Democratica del Congo, Guinea Equatoriale, Gabon, Nigeria, Repubblica del Congo
164 Fiumi e ruscelli della Terra del Capo - Sudafrica
- Australasia

165 Fiumi e ruscelli della Papua Nuova Guinea - Papua Nuova Guinea, Indonesia
166 Fiumi e ruscelli della Nuova Caledonia - Nuova Caledonia
167 Fiumi e ruscelli dell’Altopiano di Kimberley - Australia
168 Fiumi e ruscelli dell’Australia sudoccidentale - Australia
169 Fiumi e ruscelli dell’Australia orientale - Australia
- Indomalesia

170 Fiumi e ruscelli dello Xi Jiang - Cina, Vietnam
171 Fiumi e ruscelli dei Ghati Occidentali - India
172 Fiumi e ruscelli dello Sri Lanka sudoccidentale - Sri Lanka
173 Fiume Salween - Cina, Birmania, Thailandia
174 Fiumi e paludi delle isole della Sonda - Brunei, Indonesia, Malaysia, Singapore
- Neartico

175 Fiumi e ruscelli degli Stati Uniti sudorientali - Stati Uniti d'America
176 Fiumi e ruscelli delle coste del Pacifico degli Stati Uniti - Stati Uniti d'America
177 Fiumi e ruscelli delle coste del golfo dell’Alaska - Canada, Stati Uniti d'America
- Neotropicale

178 Acque dolci della Guiana - Brasile, Guyana, Guiana Francese, Suriname, Venezuela.
179 Acque dolci delle Grandi Antille - Cuba, Repubblica Dominicana, Haiti, Porto Rico
- Paleartico

180 Fiumi e ruscelli dei Balcani - Albania, Bosnia ed Erzegovina, Bulgaria, Croazia, Grecia, Macedonia, Turchia, Serbia
181 Fiumi e aree umide della Russia orientale - Cina, Mongolia, Russia
Grandi laghi
- Afrotropicale

182 Laghi della Rift Valley - Burundi, Repubblica Democratica del Congo, Etiopia, Kenya, Malawi, Mozambico, Ruanda, Tanzania, Uganda, Zambia
- Neotropicale

183 Laghi delle alte Ande - Argentina, Bolivia, Cile, Perù.
- Paleartico

184 Lago Baikal - Russia
185 Lago Biwa - Giappone
Laghi minori
- Afrotropicale

186 Laghi del cratere del Camerun - Camerun
- Australasia

187 Laghi Kutubu e Sentai - Indonesia, Papua Nuova Guinea
188 Laghi centrali di Celebes - Indonesia
- Indomalesia

189 Acque dolci delle Filippine - Filippine
190 Lago Inle - Birmania
191 Laghi e ruscelli dello Yunnan - Cina
- Neotropicale

192 Laghi dell’Altopiano Centrale del Messico - Messico.
Bacini xerici ed endoreici
- Australasia

193 Acque dolci dell’Australia centrale - Australia
- Neartico

194 Acque dolci di Chihuahua - Messico, Stati Uniti d'America
- Paleartico

195 Acque dolci dell’Anatolia - Siria, Turchia

## Dominio marino
Ecoregioni marine polari
- Antartico

196 Penisola Antartica e mare di Weddell
- Artico

197 Mari di Bering, Beaufort, Chukchi - Canada, Russia, Stati Uniti d'America
198 Mari di Barens e Kara - Norvegia, Russia
Piattaforme continentali e mari temperati
- Mediterraneo

199 Mar Mediterraneo - Albania, Algeria, Bosnia ed Erzegovina, Croazia, Cipro, Egitto, Francia, Gibilterra, Grecia, Israele, Italia, Libano, Libia, Malta, Marocco, Monaco, Slovenia, Spagna, Siria, Tunisia, Turchia, Serbia.
- Atlantico settentrionale temperato

200 Piattaforma continentale dell’Atlantico nord-orientale - Belgio, Danimarca, Estonia, Finlandia, Francia, Germania, Irlanda, Lettonia, Lituania, Olanda, Norvegia, Polonia, Russia, Svezia, Regno Unito
201 Grandi Banchi - Canada, Saint Pierre e Miquelon, Stati Uniti d'America
202 Baia di Chesapeake - Stati Uniti d'America
- Indo-Pacifico settentrionale temperato

203 Mar Giallo - Cina, Corea del Nord, Corea del Sud
204 Mar di Okhotsk - Giappone, Russia
- Oceano meridionale

205 Atlantico sudoccidentale della Patagonia - Argentina, Brasile, Cile, Uruguay
206 Zone marine dell'Australia meridionale - Australia
207 Zone marine della Nuova Zelanda - Nuova Zelanda
Zone di risalita temperate
- Indo-Pacifico settentrionale temperato

208 Corrente della California - Canada, Messico, Stati Uniti d'America
- Atlantico meridionale temperato

209 Corrente del Bengala - Namibia, Sudafrica
- Indo-Pacifico meridionale temperato

210 Corrente di Agulhas - Mozambico, Sudafrica.
211 Corrente di Humboldt - Cile, Ecuador, Perù
Zone di risalita tropicali
- Indo-Pacifico centrale

212 Zone marine dell’Australia occidentale - Australia
- Indo-Pacifico orientale

213 Golfo di Panama - Colombia, Ecuador, Panama
214 Golfo di California - Messico
215 Zone marine delle Galapagos - Ecuador
- Atlantico tropicale orientale

216 Corrente delle Canarie - Isole Canarie (Spagna), Gambia, Guinea-Bissau, Mauritania, Marocco, Senegal, Sahara (Marocco)
Zone coralline tropicali
- Indo-Pacifico centrale

217 Nansei Shoto - Giappone
218 Mari di Sulu e di Celebes - Indonesia, Malaysia, Filippine
219 Mari di Bismarck e delle Solomone - Indonesia, Papua Nuova Guinea, Isole Solomone
220 Mari di Banda e di Flores - Indonesia
221 Barriera corallina della Nuova Caledonia - Nuova Caledonia
222 Grande Barriera Corallina australiana - Australia
223 Zone marine delle isole Lord Howe e Norfolk - Australia
224 Zone marine di Palau - Palau (Stati Uniti d'America)
225 Mare delle Andamane - Isole Andamane e isole Nicobare (India), Indonesia, Malaysia, Birmania, Thailandia
- Indo-Pacifico orientale

226 Zone marine di Tahiti - Isole Cook, Polinesia Francese
227 Zone marine delle Hawaii - Hawaii
228 Isola di Pasqua - Cile
229 Barriera corallina delle Figi - Isole Figi
- Indo-Pacifico occidentale

230 Atolli delle Maldive, delle Chagos e delle Laccadive - Arcipelago delle Chagos (Regno Unito), India, Maldive, Sri Lanka
231 Mar Rosso - Gibuti, Egitto, Eritrea, Israele, Giordania, Arabia Saudita, Sudan, Yemen
232 Mare Arabico - Gibuti, Iran, Oman, Pakistan, Qatar, Arabia Saudita, Somalia, Emirati Arabi Uniti, Yemen.
233 Zone marine dell'Africa orientale - Kenya, Mozambico, Somalia, Tanzania
234 Zone marine del Madagascar occidentale - Isole Comore, Madagascar, isole Mayotte e Isole Glorieuses (Francia), Seychelles.
- Atlantico tropicale orientale

235 Scogliera mesoamericana - Belize, Guatemala, Honduras, Messico
236 Zone marine delle Grandi Antille - Bahamas, isole Cayman (Regno Unito), Cuba, Repubblica Dominicana, Haiti, Giamaica, Porto Rico, isole Turks e Caicos, Stati Uniti d'America
237 Mar dei Caraibi meridionale - Aruba, Colombia, Grenada, Antille Olandesi, Panama, Trinidad e Tobago, Venezuela
238 Zone marine della piattaforma brasiliana nordorientale - Brasile